# Frank País (Cuba)
Pour les articles homonymes, voir País.
Frank País est une une municipalité de Cuba dans la province de Holguín. Elle doit son nom au révolutionnaire Frank País. Son chef-lieu est Cayo Mambí.

## Géographie

### Situation, présentation
La municipalité de Frank País est dans le sud-est de l'île de Cuba et le nord-est de la province de Guantanamo. Son chef-lieu Cayo Mambí se trouve à 877 km sud-est de La Havane, 147 km (en passant par Caballeria) est de sa capitale de province Holguín et 11 km nord de Sagua de Tánamo.
La côte de l'île de Cuba, très découpée dans cette région, présente ici plusieurs baies. La limite ouest de la municipalité borde la baie Cabonico (la baie elle-même est sur Mayarí, juste à côté de la baie de Levisa). Allant vers l'est depuis ce point, se trouvent en succession le long estuaire du Teneme, la baie de Sagua de Tánamo où se déverse le río Grande, la baie de Cebolla et, tout à fait à l’est, la baie de Cananova. Cayo Mambi est sur la rive orientale de la baie de Sagua de Tánamo et en rive gauche du petit fleuve Sagua de Tánamo.
Dans la pointe sud-ouest de la municipalité se trouve une partie du parc national de la Sierra Cristal (en) (en espagnol Parque Nacional de Pico Cristal).
L'ancien aéroport de Nicaro (en) se trouve à l'ouest de Frank País et l'aéroport de Preston (en) (également inutilisé de nos jours) au nord de Mayarí.

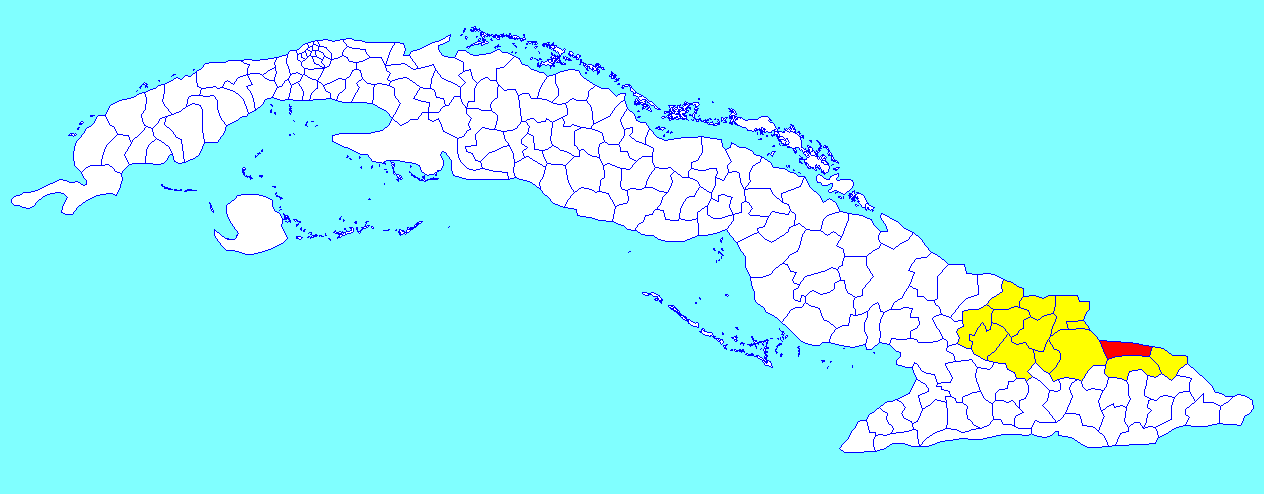
Municipalité de Frank País dans la province de Guantánamo
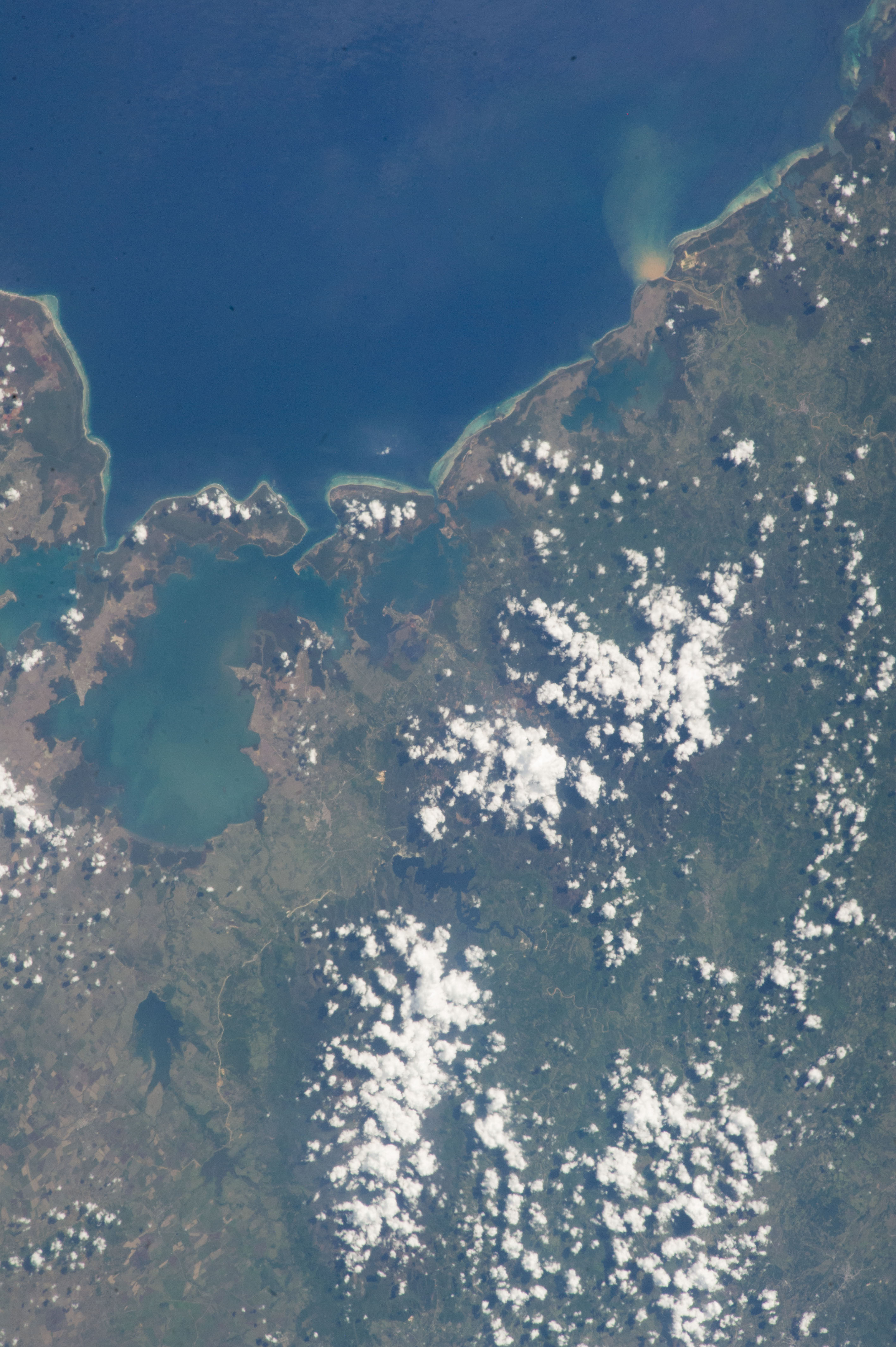
Côte de Banes, Mayarí et Frank País

### Municipalités voisines

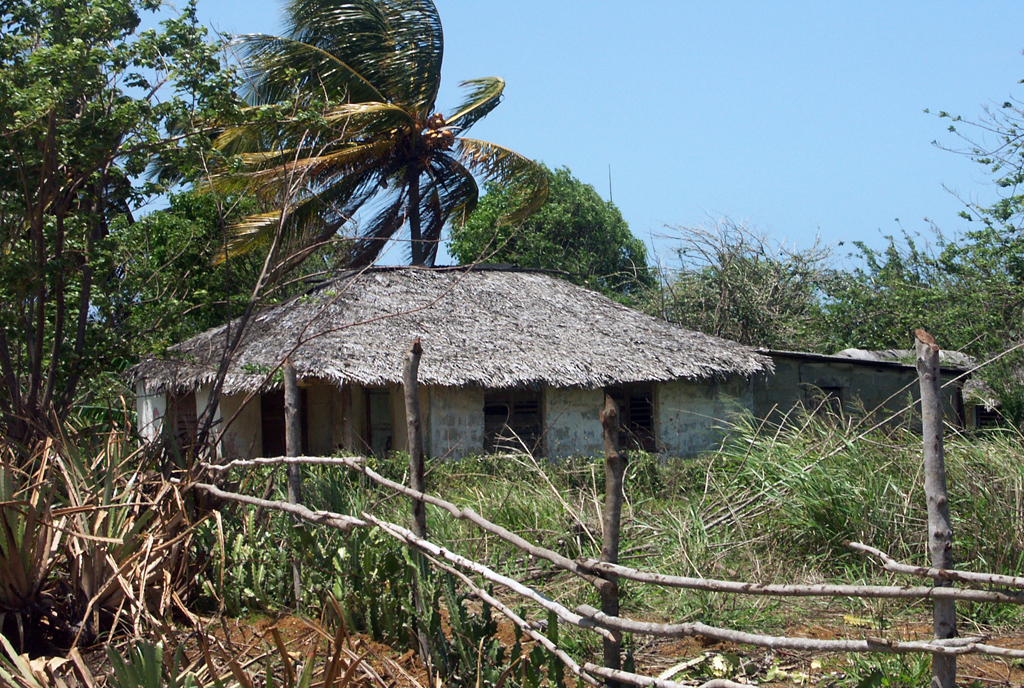
Entre Garriga et Doncella à l'est de la baie Cabonico

### Divisions administratives
La municipalité comprend huit consejos populares :
- Barredera
- Cananova
- Cayo Norte
- Cayo Sur
- Cebolla
- Miraflores
- El Quemado
- Río Grande

## Population
En 2022, la population était estimée à 22 286 habitants ; pour une surface de 480,1 km2, la densité de population est de 46,42 habitants/km².

## Histoire
Dans les années 1870, Cayo Mambí est un site perdu parmi les mangroves de la baie de Tánamo. Un petit village y apparaît pendant la Guerre des Dix Ans. La compagnie nord-américaine Cuban Fruit Company s'établit dans les environs, acquérant 5 400 caballerías (plus de 70 000 ha) de terres ; les zones humides y sont drainées, un port est installé et les terres plantées initialement de bananiers. Un quai de chargement est construit à Cayo Mambí ainsi que 6,5 km de voie ferrée pour y amener les bananes. L'exportation, qui commence en 1877, se fait alors vers les ports de Baltimore, Philadelphie et New-York (États-Unis). La production atteint son record historique en 1894 avec 1 671 000 régimes de bananes. La maladie de Panama (fusariose du bananier, une maladie fongique) intervient ensuite et la production baisse à partir de cette date. L'industrie sucrière prend le relais. Bien que la production se déplace dans les premières années du XXe siècle vers Cebolla, Cananova et Yaguaneque, où des quais et des voies ferrées sont construits, l'exportation n'y a jamais atteint la moitié de ce qu'a réalisé Cayo Mambí au temps de sa splendeur. 
.

## Personnalités nées à Frank País
- Arnaldo Mesa, boxeur, né en 1967